# Literární komentář
Literární komentář, francouzsky commentaire littéraire (dříve nazývaný commentaire composé či commentaire de texte) představuje jednu z variant písemné maturitní zkoušky z francouzského jazyka na francouzských středních školách. Setkáme se s ním také na vysokých školách, a to nejen ve Francii, ale v rámci studijních programů zaměřených na francouzskou filologii také za jejími hranicemi.

## Charakteristika
Základ literárního komentáře tvoří výchozí text, jímž je povětšinou úryvek literárního díla z kteréhokoli období francouzské literární historie (mimo oblast maturitní zkoušky záleží na zaměření předmětu či kurzu, v jehož rámci je písemná práce zadána). Může se jednat o část románu či povídky, báseň, scénu z divadelní hry nebo i filosofickou stať či esej.
Délka výchozího textu obvykle nepřesahuje polovinu normostrany, aby bylo ve studentových silách využít do hloubky jeho potenciál v časovém limitu (pohybujícím se okolo 4 h). Text bývá uveden stručným pokynem „Vypracujte literární komentář.“ Tato pobídka může být doplněna výzvou k podrobné a pozorné četbě výchozího textu.
Důkladné seznámení se s textem je totiž prvním krokem k úspěšnému složení zkoušky. Jen tak je možné podchytit jeho specifičnost a přistoupit k jeho řádné analýze. Ta by měla zahrnovat jak literárněvědný a jazykovědný, tak i obecněkulturní rozměr. Student vypracováním komentáře jinými slovy prokazuje své znalosti a dovednosti ve zmíněných oblastech.

## Původ a postavení v rámci maturitní zkoušky ve Francii
Pro základ dnešní podoby literárního komentáře byl zásadní rok 1880, kdy jsou latinské texty klasiků určené k výkladu nahrazeny ve francouzském školství texty domácích autorů. Dochází k tomu se záměrem rozvíjet u obyvatelstva vlastenecké cítění. Postupem dvacátého století je prostý výklad obohacen o požadavky na kontextualizaci úryvku a rozbor jazykových prostředků. Roku 1972 je ustanovena podoba, jež je s menšími úpravami užívána dodnes.
Pro studenty francouzských středních škol nemusí být commentaire littéraire nutnou součástí maturitní zkoušky z francouzštiny. Mají na výběr ještě tzv. dissertation, již si lze představit jako esej či úvahu, jejíž podstatou je zamyšlení nad zadanou otázkou týkající se literatury, filosofie nebo i historie, přičemž je důraz kladen na vedení a rozvíjení myšlenky. Obě varianty tak cílí především na schopnost jasného a logického přemýšlení.

## Strategie vypracování
Obecně se doporučuje literární komentář začít kontextualizací úryvku, tj. uvést, z kterého díla úryvek pochází a z které části byl vybrán (v případě básně ji zařadit do básnické sbírky). Tento titul je poté třeba umístit do kontextu autorova celoživotního díla. Na závěr úvodní pasáže je vhodné zmínit spisovatelovo postavení v dějinách literatury (např. přiřadit jeho tvorbu k literárnímu směru), popřípadě v dějinách obecně.
Poté většinou následuje charakteristika textu jako celku z hlediska jeho lingvistických vlastností (slohový postup, uspořádání textu, výskyt přímé řeči, délka vět, druh verše atd.). Vhodné je pokusit se nastínit možné motivace, které autora vedly k použití konkrétních jazykových prostředků, ale zatím jen v obecné rovině.
Po obecné charakteristice textu můžeme přistoupit k vymezení oblastí, jimiž se budeme zabývat podrobněji. V této souvislosti hovoříme o volbě tzv. axes de lecture, jež si lze představit jako perspektivy, z nichž budeme na text nahlížet. Student může například v textu hledat a analyzovat prvky charakteristické pro literární směr, k němuž je autor řazen, porovnávat motiv typický pro autora s jeho zpracováním v jeho ostatních dílech, zabývat se ozvuky historických událostí v úryvku nebo blíže zkoumat užité jazykové prostředky. Každá z axes de lecture musí být jasně vymezena a odůvodněna.
Jádro literárního komentáře je tvořeno právě rozpracovanými axes de lecture. Zde má student možnost prokázat šíři svých znalostí, hloubku vlastních úvah i schopnost dostat se k podstatě samotného textu. Rozsah zpracování jednotlivých axes není pevně stanoven a je do velké míry závislý na jejich zaměření. Vhodně napsaný commentaire littéraire tvoří tři dostatečně vytěžené axes de lecture.
Na závěr je nutné shrnout výsledky zkoumání textu (co se podařilo prokázat, jaké souvislosti s jinými díly či autory byly odhaleny, co činí úryvek a dílo významnými atd.) a zhodnotit, jak jsme se vypořádaly s vytyčenými problémy. Lze také navrhnout další oblasti, které by navazovaly na ty již prozkoumané nebo je alespoň rozšiřovaly.

## Hodnocení studentova výkonu
Nespornou výhodou využití literárního komentáře jako formy testování je jeho všestrannost. Commentaire littéraire klade na studenta nároky spojené s širokým spektrem znalostí a dovedností, jež musí prokázat. Vedle schopnosti porozumění textu, jeho analýze a kontextualizaci musí student dbát na správnost určení a rozboru užitých jazykových jevů. Nelze zapomínat ani na kvalitu samotného textu komentáře z formálního hlediska.
Komplexnost této varianty zkoušky se nutně propisuje do hodnocení studentovy práce. V prvé řadě sleduje hloubku a správnost rozboru výchozího textu a jeho zařazení do širšího rámce, avšak nevynechává ani studentův písemný projev, tj. jeho gramatickou, syntaktickou a stylistickou úroveň. S přičtením značně otevřeného zadání a neexistence jediného možného správného vypracování je jasné, že hodnocení takového typu práce je nevyhnutelně závislé na pohledu hodnotitele. Základní struktura hodnocení sice vychází z výše popsané strategie vypracování, hodnotitel může dokonce využít hodnoticí tabulky, v níž přiděluje body za naplnění podrobně definovaných náležitostí studentovy práce, avšak význam, který těmto jednotlivostem přizná, je již značně subjektivní. Kromě posuzování adekvátnosti jednotlivých vlastností studentova výkonu v konkrétním případě může roli hrát i hodnotitelova obeznámenost s předešlými studentovými pracemi a s jeho písemným projevem obecně. Literární komentář je však používán především pro měření absolutního výkonu testovaných, a ne pro jejich srovnávání. Míra subjektivity, jež je při hodnocení nevyhnutelná, zde tak nenarušuje validitu zkoušky.